# Hansische Geschichtsblätter
Unter dem Titel Hansische Geschichtsblätter (kurz HGbll) erscheint eine Fachzeitschrift speziell zur Geschichte der Hanse, die vom Hansischen Geschichtsverein e. V. herausgegeben wird und seit 1871 erscheint.
Die Zeitschrift bietet Aufsätze sowohl zur Geschichte der einzelnen Hansestädte als auch zur deutschen See- und Verkehrsgeschichte und zum hansischen Kaufmann. Die Hansischen Geschichtsblätter werden jeweils durch die Hansische Umschau, den Rezensionsteil, abgerundet. Zeitweilig war die Hansische Umschau auch gesondert, thematisch geordnet, online verfügbar.
Ebenso sind bereits einige ältere Bände der Pfingstblätter online abrufbar. Es handelte sich dabei um eine Reihe, in der Monographien veröffentlicht wurden. Diejenigen Bände, zu denen aufgrund der verstrichenen Zeit kein Urheberrechtsanspruch mehr bestehen kann, sollen online gestellt werden.